# RSS Stalwart
Pour les articles homonymes, voir Stalwart.
Le RSS Stalwart (72) est une frégate furtive de la classe Formidable de la marine de la république de Singapour .